# Thierry Fontaine
Thierry Fontaine (né en 1969 à Saint-Pierre, La Réunion) est un artiste et photographe français. Il vit et travaille à Paris. 

## Biographie
Diplômé de l'École Supérieure des Arts décoratifs de Strasbourg en 1992. En 1999, il est pensionnaire de la Villa Médicis à Rome.  

## Pratique artistique
L'œuvre de Thierry Fontaine se distingue par une singulière pratique de la photographie. Ses images, souvent poétiques, naissent des mises en scènes et des situations que l'artiste a préalablement pensées et organisées. L'efficacité de ses photographies repose sur une composition peu détaillée, permettant des rencontres improbables et des associations antagoniques. La lecture des différents éléments qui constituent l'image (modèles, objets, lieux) s'imposent au regard comme des signifiants immédiats, faisant instantanément sens et choc.  

## Expositions

### Expositions personnelles
- Les Joueurs, Carte blanche PMU, Centre Pompidou, Paris, 2015[2],[3],[4]
- La part de l’autre, Maison des Arts, Grand Quevilly, France, 2014
- La part de l’autre, Galerie Les filles du calvaire, Paris, France , 2013
- L’envers de l’île, École supérieure d’art de La Réunion, Le Port, La Réunion, 2013
- Journées photographiques de Bienne, Bienne, Suisse, 2013
- Ici la couleur est évidente, Galerie Louise Michel, Poitiers, 2012
- Abbaye Sainte Croix de Poitiers, Abbaye Fontaine-le-Comte, France, 2012
- Changement de Main, Micro-Onde, Centre d’Art Contemporain, Vélizy, France, 2011
- Every Man is an Island, Raw Space Gallery, Brisbane, Australie, 2007
- Chaque homme est une île, Artothèque départementale, Saint-Denis (La Réunion), 2005
- Project Room, Galerie Yvon Lambert, Paris, France, 2003
- Fa, Projects Gallery, Londres, Angleterre, 2001
- Les Sauvages, Musée Léon Dierx, Saint-Denis (La Réunion), 2000
- Fonds régional d'art contemporain, Saint-Paul (La Réunion), 1997

## Publications
- L’invention d’une île, Thierry Fontaine, Christine Ollier, Simon Njami, Loco Éditions, Paris, 2014
- Les joueurs - carte blanche PMU #5, Thierry Fontaine, Clément Chéroux, Gilles Clément, éditions Filigranes, Paris, 2015